# Geschichte der Juden im Vereinigten Königreich
Die Geschichte der Juden im Vereinigten Königreich begann mit den ersten Juden nach der normannischen Eroberung Englands, wurde aber unterbrochen durch ihre Vertreibung im 13. Jahrhundert. Erst im 17. Jahrhundert durften wenige zurückkehren und bilden heute mit etwa 275.000 Personen nach Frankreich die zweitstärkste nationale Gemeinschaft in Europa. Zwei Drittel leben in London. In Schottland, Wales und Nordirland blieben sie auch in der Neuzeit eine Randerscheinung.

## Mittelalter

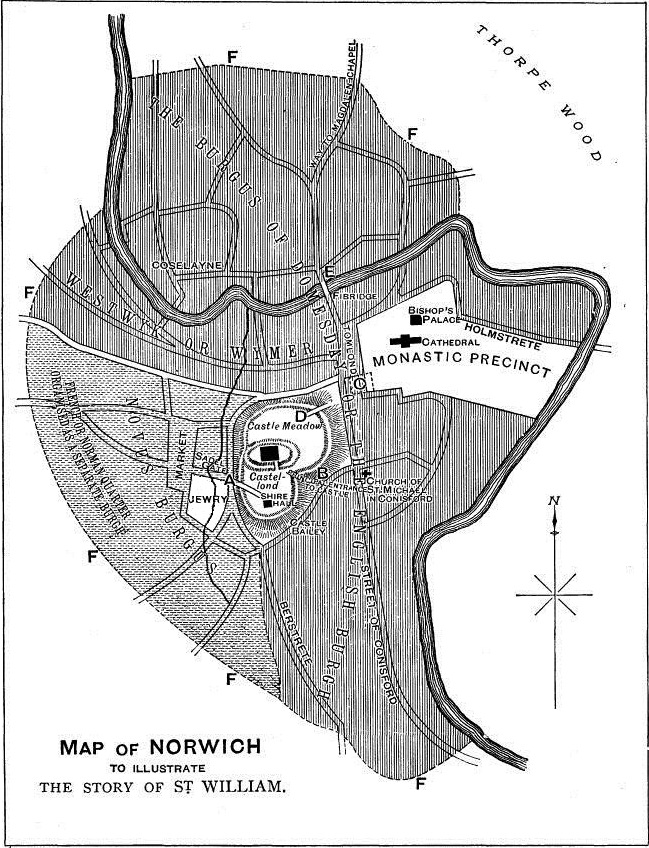
Karte von Norwich um 1144 mit dem Judenviertel

Wilhelm der Eroberer holte Ende des 11. Jahrhunderts Juden aus Rouen wegen ihrer kaufmännischen und finanziellen Fähigkeiten nach England. Im Jahr 1144 wurde der Fall von William von Norwich zum ersten Fall einer Anklage gegen Juden wegen eines angeblichen Ritualmordes. Der Kaufmann Aaron von Lincoln galt als reicher als König Heinrich II. selbst, dem nach dem Tode sein Vermögen zufiel. Als 1190 der Dritte Kreuzzug begann, wurden in Norwich, wo eine große jüdische Gemeinde lebte, Juden getötet. 17 Leichen wurden erst 2004 gefunden und bestattet. In Bury St Edmunds kamen am Palmsonntag 1190 57 Personen um, in York folgte ein grausames Blutbad: Die jüdische Gemeinde von York floh verzweifelt in ein Burggebäude, das darauf belagert wurde. Rund 150 Menschen kamen ums Leben, viele wählten am Ende den Suizid, um nicht von der Meute ermordet zu werden oder vom Glauben ablassen zu müssen.
Die Oxforder Synode 1222 unter Stephen Langton behinderte den Umgang von Juden und Christen durch diskriminierende Kennzeichnungspflichten. Die Juden lebten nun im Judenviertel, dem Vicus Judeorum, mit jüdischen Straßen (=Jewry Streets). Sie wurden auch von bestimmten Berufen ausgeschlossen.
Geschwächt durch den First Barons’ War 1215, stützte sich König Heinrich III. auf jüdische Händler, um Steuern zu erheben und das Kreditsystem wiederzubeleben. In einer englischen Steuerakte von 1233 erscheint eine satirische Zeichnung zu einer Steuerabgabe, wo zwei Charaktere (Mosse Mokke, ein bemerkenswerter Jude aus Norwich, und seine Frau Avegaye) mit Hakennase, in einem Gebäude, das dem Westminster-Palast ähnelt, von einer Dämonenarmee verspottet werden.
In den nächsten Jahrzehnten wurden englische Juden zunehmend besteuert, ihr Eigentum beschlagnahmt, sie wurden verhaftet, wegen Lösegelds inhaftiert und wegen erfundener Anschuldigungen hingerichtet. Der König ließ das Domus Conversorum 1232 in London bauen, um auf die Konversion von Juden zum Christentum zu drängen, seine Bemühungen steigerten sich noch ab 1239; fast 10 % der Juden von England waren Ende der 1250er Jahre konvertiert. 1244 verlangte Heinrich III. eine Zahlung von 40.000 Pfund, zwei Drittel dieser Summe wurden in fünf Jahren gesammelt zum Ruin der jüdischen Gemeinde, die kein Geld mehr verleihen konnte. Der König diskriminierte im Edikt von 1253 die Juden, indem er sie ein Abzeichen in Form von zwei Gesetzestafeln (tabulae) zu tragen zwang. Wegen angeblicher Kindestötungen und „Ritualmorden“ wurden Juden ab 1255 mit dem Fall des jungen Hugh von Lincoln angeklagt, als der Richter John of Lexinton 99 Juden inhaftierte und 18 von ihnen hängen ließ.
Am 17. November 1278 wurden alle Juden in England aus Angst vor Geldschneiderei durchsucht und etwa 680 Juden im Tower of London inhaftiert, wo vermutlich 1279 mehr als 300 hingerichtet wurden. Die englische jüdische Gemeinde umfasste etwa 3000 Menschen. Nur diejenigen, die es sich leisten konnten, fanden einen Ausweg. Am 6. Mai 1279 gab König Edward I. bekannt, dass jeder noch nicht verurteilte Verdächtige seinen Streit mit der Krone begleichen könne, indem er eine Geldstrafe zahle. So kamen etwa 16.500 Pfund in Form von Geldstrafen und Eigentumsübertragung in die Kassen des Königs, damals 10 Prozent des Jahreseinkommens der Krone.

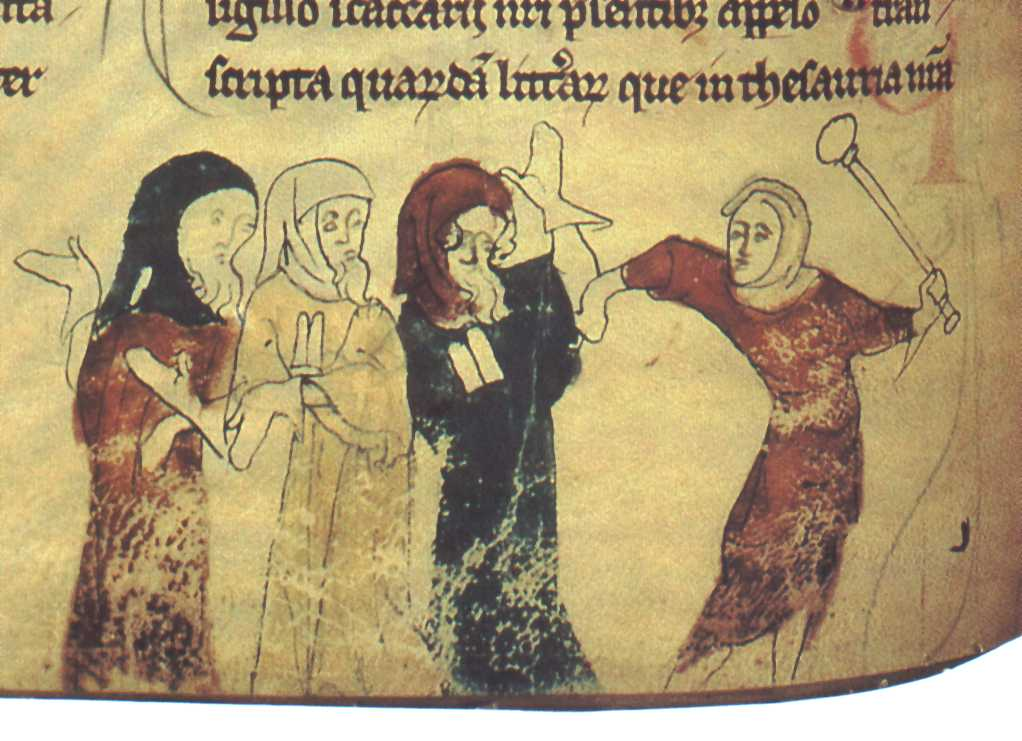
Vertreibung der Juden 1290 (aus Rochester Chronicle)

Dennoch wurde die gesamte jüdische Gemeinde im Vereinigten Königreich 1290 von König Edward I. aus England ausgewiesen. Nur wenige Kryptojuden blieben versteckt im Land oder wanderten ein. So wird dies von einigen Lombarden im Bankgeschäft angenommen. Auch das Interesse an einer Übersetzung der hebräischen Bibel (King-James-Bibel) durch die anglikanischen Protestanten machte einige Rabbiner als Philologen in Cambridge ab 1607 willkommen. Die Puritaner griffen gerne auf das Alte Testament zurück und ahmten die Sabbatruhe nach.

## Neuzeit
Erst 1656 akzeptierte Oliver Cromwell ein Ende des Judenbanns für eine kleine Gruppe von sechs Sephardim in London. Um 1700 konnte die mittlerweile auf 400 Personen angewachsene Gemeinde die Bevis-Marks-Synagoge in East End eröffnen. Das Gesetz zur Naturalisation 1753 sollte die Anwesenheit von Juden in England legalisieren, blieb aber nur wenige Monate in Kraft. In Schottland wurden erst am Ende des 17. Jahrhunderts einige Juden bekannt, später konzentrierten sie sich in Glasgow und Edinburgh. Nach Wales kamen sie erst im 19. Jahrhundert. Sowohl die Marranen aus den Familienverbänden in Antwerpen/Amsterdam/Hamburg als auch immer mehr Aschkenasim aus dem deutschen Raum wanderten zu. Dazu gehörte 1798 Nathan Mayer von Rothschild, der ein Geschäft in Manchester einrichtete sowie später die N M Rothschild & Sons bank in London. Er wurde Teil des europäischen Finanzimperiums von Mayer Amschel Rothschild (1744–1812). Die Bank war beteiligt an der britischen Kriegsfinanzierung gegen Napoleon, am Kauf des Suezkanals und an der British South Africa Company.
Bis 1846 wurde in England noch eine spezielle Kleidung verlangt. Die jüdische Emanzipation wird von der Geschichtswissenschaft zwischen der Katholikenemanzipation 1829 und der formellen Judenemanzipation 1858 angesetzt, der Bankier Moses Montefiore wurde als Sheriff von London 1837 geadelt, der konvertierte Jude Benjamin Disraeli stieg zum Premierminister von 1868 bis 1874 auf. Die erste aschkenasische Synagoge in London wurde 1690 am Duke’s Place, nördlich von Aldgate, erbaut. Für die wachsende Gemeinde wurde 1722 ein neues Gebäude errichtet, finanziert durch den Geschäftsmann und Philanthropen Moses Hart. Ein erweiterter Bau, entworfen von George Dance dem Älteren, wurde 1766 eingeweiht. Zwischen 1788 und 1790 wurde schließlich eine dritte, die Große Synagoge, an derselben Stelle erbaut, die durch die Bomben der deutschen Luftwaffe am 10. Mai 1941 zerstört wurde. Die sephardische Lauderdale Road Spanish & Portuguese Synagogue wurde 1896 erbaut, um den Weg für wohlhabende Juden Londoner Westen kürzer zu machen, und ebenso im Zweiten Weltkrieg zerbombt und darauf wiederaufgebaut. Sie hatte eine global wirksame Stellung für die sephardische Gemeinschaft.
Vor dem Ersten Weltkrieg erschütterte 1912/13 der antisemitische Marconi-Skandal das Vertrauen in die liberale Regierung, indem hohe Regierungsvertreter mit jüdischen Wurzeln in den Ruf der Bestechlichkeit gerückt wurden. Im Krieg dienten etwa 50.000 Juden in der Armee, es gab eine Jüdische Legion, die in Palästina unter Lawrence von Arabien gegen die Türken eingesetzt wurde. Mit der Balfour-Deklaration 1917 wurde die Erwartung geweckt, dass in Palästina ein jüdischer Staat entstehen könne.

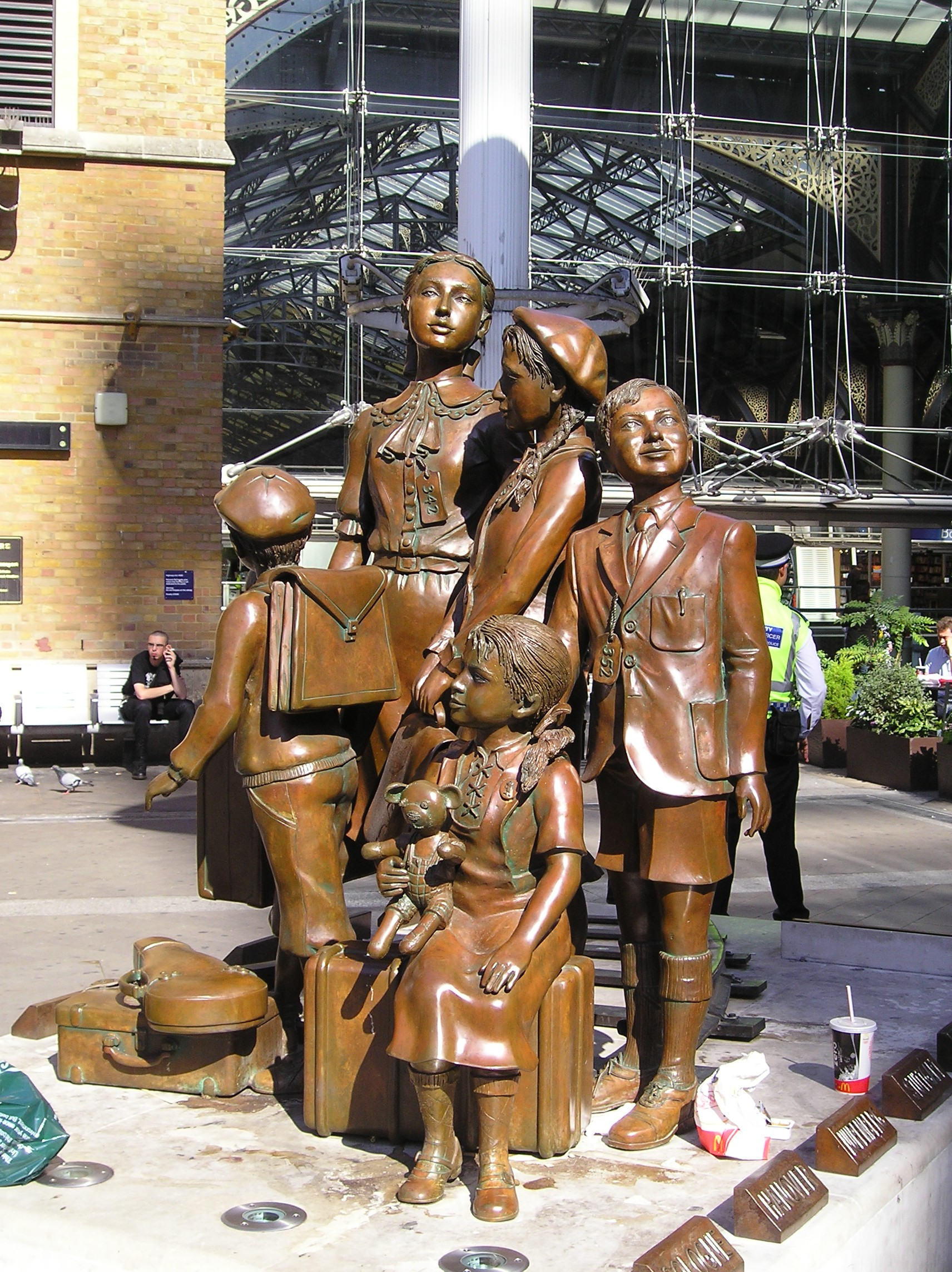
Kindertransport – Die Ankunft. Memorial von Frank Meisler am Londoner Bahnhof Liverpool Street (2006)

Das Vereinigte Königreich kam in den Ruf einer hohen religiösen Toleranz. Daher wollten im 20. Jahrhundert viele jüdische Emigranten aus Europa, zunächst aus Russland und Osteuropa, dann aus Deutschland und Österreich, in das Land, aber nur 70.000 erhielten eine Erlaubnis, auf der Evian-Konferenz wehrte sich das Land gegen mehr Flüchtlinge. Hinzu kam, dass im Ersten Weltkrieg Juden oft mit Deutschland assoziiert wurden, weil ihre Namen häufig deutsch klangen. Trotzdem wurden bereits vor dem Zweiten Weltkrieg über jüdische 10.000 Kinder aus Deutschland in privater Initiative von Kindertransporten in das Land geholt. Im Krieg gab es erneut eine Jüdische Brigade in der britischen Armee.

## Nach 1945
Nach 1945 beherrschten zunächst das Palästinaproblem und die Gründung des Staates Israel 1948 die Debatten im Vereinigten Königreich. Die britische Regierung unter Clement Attlee (Labour) versuchte vergeblich eine weitere zionistische Zuwanderung von Juden nach Palästina zu verhindern. Bis zur Suezkrise 1956 galt das Vereinigte Königreich als Israels erste Schutzmacht, sodass Israel an dessen Seite einen Angriff auf Ägypten unternahm, um die britischen Interessen am Suezkanal zu unterstützen. Nach der blamablen Beilegung des Konflikts durch die USA verlor Israel das Interesse an der unterlegenen ehemaligen Kolonialmacht. Vor dem Sechstagekrieg 1967 unterstützte die britische Regierung zwar weiter Israel als Stabilitätsfaktor in der Region, doch nach der arabischen Niederlage wurden spürbare ökonomische Sanktionen gegen London verhängt. Premier Macmillan rückte deshalb weiter von Israel ab.
Für die Zeit nach 1945 überschreibt der Historiker Todd Endelman die Veränderung im Vereinigten Königreich mit Fracturing Of Anglo-Jewry, um 2000 sei die jüdische Gemeinschaft more diverse, fractured and contentious als je zuvor gewesen. Dazu beigetragen habe die soziale Mobilität der ganzen britischen Gesellschaft und die Säkularisierung vieler Juden, im Speziellen aber auch die Zuwanderung von einigen ultraorthodoxen und orientalischen Juden aus Osteuropa und dem arabischen Raum, die ihre Lebensweisen und Normen in den Gemeinden offener gezeigt hätten. Dabei habe bis um 2000 im gemeinsamen Gedenken an den Holocaust und durch die Solidarisierung mit Israel der Antizionismus sich auf ultraorthodoxe und einige sehr linke Gruppen beschränkt.
Im Vereinigten Königreich lebten 2021 nach dem Census etwa 275.000 Juden (ca. 0,5 % der gesamten Bevölkerung), davon 260.000 in England. Die Mehrheit wohnt im Raum London und im nahen Hertfordshire. Die zweitgrößte Gruppe gibt es in Greater Manchester mit etwa 25.000 Personen. Über drei Viertel gehören zu den Aschkenasim, und es gibt einige ultraorthodoxe Gemeinden. Vor der Jahrhundertwende wanderten unter Verfolgungsdruck viele Juden aus dem Irak und Jemen ein. 454 Synagogen bestehen im Königreich, zu denen etwas mehr als die Hälfte aller jüdischen Haushalte eine Beziehung hält. Ein Drittel der Juden bezeichnet sich als säkular. Das Empfinden, antisemitisch angegriffen zu werden, wuchs in den letzten Jahren, zumal der Anteil der muslimischen und palästinafreundlichen Bevölkerung zunimmt. Der seit langem israelkritische führende Labour-Politiker Jeremy Corbyn wurde wegen zu geringer Abwehr antisemitischer Tendenzen 2020  vorübergehend aus der Partei und der Unterhausfraktion ausgeschlossen. In die Partei wurde er jedoch wieder aufgenommen, die Wiederaufnahme in die Unterhausfraktion lehnte der Fraktionsführer allerdings ab.

## Oberrabbiner im Vereinigten Königreich
Neben dem Oberrabbiner für die meist orthodoxen Aschkenasim gibt es seit neuerer Zeit weitere für die Sephardim und Reformjuden, darunter eine Frau, Laura Janner-Klausner (2011–20).
- Aaron Hart, 1704–1756
- Hart Lyon, 1758–1764
- David Tevele Schiff, 1765–1792
- Solomon Hirschell, 1802–1842
- Nathan Marcus Adler, 1845–1890
- Hermann Adler, 1890–1911
- Joseph Herman Hertz, 1913–1946
- Israel Brodie, 1946–1965
- Immanuel Jakobovits, 1967–1991
- Jonathan Sacks, 1991–2013
- Ephraim Mervis, seit 2013

## Einzelbelege
1. ↑  Cai Parry-Jones: The Jews of Wales: a history. University of Wales Press, Cardiff 2017, ISBN 978-1-78683-093-7.
2. ↑  Moses Margoliouth (1820–1881): History of The Jews in Great Britain (1851). repr. Auflage. 2024, ISBN 978-1-318-67757-3.
3. ↑  ENGLAND - JewishEncyclopedia.com. Abgerufen am 22. Mai 2024.
4. ↑  Ruth Schuster: The conundrum of the 17 ‘Jewish’ bodies found in a medieval English well. In: Haaretz. 12. September 2022 (haaretz.com).
5. 1 2  Daniel Zylbersztajn-Lewandowski: Antisemitismus in Großbritannien. Bundeszentrale für politische Bildung, 21. Februar 2022, abgerufen am 23. Mai 2024.
6. ↑  David S. Katz: Christian and Jew in Early Modern English Perspective. 1994, abgerufen am 23. Mai 2024 (englisch).
7. ↑  Dana Y. Rabin: The Jew Bill of 1753: Masculinity, virility, and the nation. In: Eighteenth-century studies 39.2 (2006), 157–171.
8. ↑  Cecil Roth: History of the Great Synagogue (London) - Index (part of the Susser Archive). Jewish Committees & Records-UK, 1950, abgerufen am 22. Mai 2024 (englisch).
9. ↑  Dietmar Herz: 31.10.1956: Suezkrise. Bundeszentrale für politische Bildung, 28. Oktober 2016, abgerufen am 23. Mai 2024.
10. ↑  Great Britain. Camera Committee, 2024, abgerufen am 25. Mai 2024 (amerikanisches Englisch).
11. ↑  Todd M. Endelman: The Jews of Britain, 1656 to 2000. University of California Press, 2002, ISBN 978-0-520-93566-2, doi:10.1525/9780520935662-009 (degruyter.com [abgerufen am 28. Mai 2024]).
12. ↑  Religion, England and Wales - Office for National Statistics. Abgerufen am 23. Mai 2024.
13. ↑  https://www.jpr.org.uk/sites/default/files/attachments/Synagogue_membership_in_the_United_Kingdom_in_2016.pdf
14. ↑  Nearly half of British Jews considered leaving UK due to antisemitism - poll. 18. Dezember 2023, abgerufen am 23. Mai 2024 (englisch).
15. ↑  The British Chief Rabbinate. Blog Archive. In: OzTorah. Abgerufen am 23. Mai 2024.